# Élection présidentielle ivoirienne de 1960
L'élection présidentielle ivoirienne de 1960 se déroule le 27 novembre 1960 afin d’élire le président pour un mandat de cinq ans.

## Contexte
Après le référendum de 1958, la Côte d'Ivoire obtient son indépendance le 7 août 1960. Félix Houphouët-Boigny devient alors chef d'État en attendant la transition présidentielle.

## Résultats
| Candidats                | Candidats                | Partis                   | Voix      | %     |
| ------------------------ | ------------------------ | ------------------------ | --------- | ----- |
|                          | Félix Houphouët-Boigny   | PDCI                     | 1 641 352 | 100   |
|                          |                          |                          |           |       |
| Votes valides            | Votes valides            | Votes valides            | 1 641 352 | 99,88 |
| Votes blancs et nuls     | Votes blancs et nuls     | Votes blancs et nuls     | 190       | 0,12  |
| Total                    | Total                    | Total                    | 1 641 542 | 100   |
| Abstention               | Abstention               | Abstention               | 19 938    | 1,20  |
| Inscrits / participation | Inscrits / participation | Inscrits / participation | 1 661 480 | 98,80 |